# Цибово
Цибово — деревня в Сокольском районе Вологодской области.
Входит в состав городского поселения город Кадников, с точки зрения административно-территориального деления — в Кадниковский сельсовет.
Расстояние по автодороге до районного центра Сокола — 22 км, до центра муниципального образования Кадникова — 10 км. Ближайшие населённые пункты — Пирогово, Золотово, Ведерница.
По данным переписи в 2002 году постоянного населения не было.